# Saint-Germain-sur-Ay
Saint-Germain-sur-Ay è un comune francese di 919 abitanti situato nel dipartimento della Manica nella regione della Normandia.

## Società

### Evoluzione demografica
Abitanti censiti